# František Stejskal-Lažanský
František Stejskal-Lažanský (13. dubna 1844 Dačice – 14. července 1887 Stein, Kremže, Dolní Rakousy), uváděný i s příjmením Steyskal, byl český novinář, spisovatel a překladatel. Působil jako redaktor a vydavatel tisku v Praze, Plzni a Vídni. Roku 1884 neúspěšně kandidoval do moravského zemského sněmu. Z nedostatku peněz se opakovaně dopouštěl finančních nesrovnalostí. Roku 1886 byl za podvody a zpronevěry páchané zejména na vídeňských Češích odsouzen k pěti letům odnětí svobody; zemřel ve vězení.

## Život
Narodil se 13. dubna 1844 jako nejstarší syn moravského vlasteneckého učitele Jana Vlastimila Stejskala (Steyskala) (1816–1868), který v té době působil v Dačicích. Otec byl v roce 1848 veřejně činný – přispíval do českojazyčných novin a časopisů, redigoval učitelskou přílohu listu Vídeňský posel a v říjnu téhož roku zorganizoval sjezd asi tří set moravských a slezských pedagogů ve Slavkově u Brna. Ačkoliv většinu života prožil s rodinou v bídě a nakonec zemřel vyčerpaný na tuberkulózu, jeho buditelská činnost silně ovlivnila jeho potomky – především Františka, který se v řadě ohledů vydal v jeho stopách.
František Stejskal absolvoval gymnázium a pedagogický kurs. Byl velmi dobrým studentem a podle přání otce se měl stát učitelem; mnohem víc ho ale lákala profese novináře a spisovatele – k nelibosti rodičů, kteří se obávali, že si psaním nezajistí existenci. Jednou byl při své novinářské cestě po Moravě dokonce zatčen jako pruský špión a od hrozícího zastřelení ho zachránila až otcova intervence. Na přání rodičů se nakrátko podvolil, ale po otcově smrti definitivně opustil školství a naplno se zaměřil na žurnalistiku.
Do časopisů přispíval nejpozději od roku 1867. V letech 1868–69 redigoval Plzeňské noviny; v Plzni pro ně společně s Františkem Kohoutem založil novou knihtiskárnu. Roku 1870 byl list přejmenován na Český lev. Za obsah uveřejněných článků byl opakovaně stíhán. Například 12. prosince 1870 byl postaven před soud za urážku císařovny Alžběty; porota ho ale zprostila viny. O den později byl obžalován jeho redakční kolega Josef Kummer za jiný článek, týkající se prusko-francouzské války; i ten na základě výroku poroty vyvázl bez trestu. Další soudní spor vyhrál Stejskal 17. prosince. V té době však již v Českém lvu nepůsobil, ale redigoval časopis Prapor svobody a přispíval jako korespondent do vídeňského časopisu Slovanská Lípa. Zřejmě z důvodu konkurenčního boje se přitom dostal s novým vedením Českého lva do sporu – zaslal jim dopis, který považovali za urážlivý, a nepřímo vyzýval duchovní k bojkotu tohoto údajně bezbožného časopisu. Praporu svobody vyšla jen tři čísla a počátkem roku 1871 pro nedostatek odběratelů zanikl.
Roku 1870 publikoval ve Vídni rovněž edici nenáročných románů Přítel lidu čili Lidumil; za nezaplacení inzertních poplatků (daní) byl v září 1872 odsouzen k osmi dnům vězení.
V letech 1873-76 vydával list Český lev – pražské noviny předměstské (s předchozím plzeňským titulem se shodovaly jen názvem; plzeňský Český lev byl r. 1872 přejmenován zpět na Plzeňské noviny). Na podzim 1874 byl v Třemošné u Plzně zatčen a odsouzen jeho kolportér, který se při kontrole vykázal neplatným oprávněním. Vystavil mu jej Stejskal proti kauci 30 zlatých, ačkoliv na to mělo právo jen místodržitelství. Roku 1876 byl Stejskal jako redaktor tohoto listu odsouzen za zpronevěru na dva měsíce, protože třem propouštěným zaměstnancům nevrátil předem složenou kauci.
V 80. letech působil jako český redaktor ve Vídni. Roku 1884 kandidoval v Dačicích do moravského zemského sněmu, ale těsně před volbami odstoupil.
Zápasil s finančními problémy. Byl ochoten porušovat zákony, aby zachránil svůj český vídeňský časopis Lev. V říjnu 1885 byl zatčen kvůli zpronevěře peněžní sbírky na vybudování českého divadla ve Vídni. 9. února 1886 byl za zpronevěření kaucí a různé podvody, které páchal převážně na komunitě vídeňských Čechů, odsouzen k pěti letům těžkého žaláře. Zemřel na tuberkulózu 14. července 1887 ve věznici v dolnorakouském Steinu (dnes část města Krems an der Donau). Ve Vídni po něm zbyly dvě děti, syn a dcera.

## Dílo
Samostatně vyšly tyto práce:
- Povídky dějepisné (1867)
- Věnec slávy žen slovanských (1868)
- Povídky cizokrajné dle skutečných událostí (1869), podle francouzského originálu
- Svatoplukovci (1869), libreto pro Karla Šebora[27]

Překlady:
- Alexandre Dumas mladší: Le demi-monde (1868), divadelní hra[28]
- Adolf Fischhof: Rakousko a záruky jeho trvání (1870)
- B. Kaiser: Nepokradeš! aneb: Cizé zboží statku nemnoží (1872), divadelní hra[29]

## Příbuzenstvo
- Otec Jan Vlastimil Steyskal (1816–1868) byl vlastenecký učitel a spisovatel.[4]
- Nevlastní sestra Marie Steyskalová (1862–1928) byla sociální pracovnice a organizátorka emancipačního hnutí žen v Brně.[4]